# Louis Marie de Noailles
Louis Marie de Noailles, född 17 april 1756, död 7 januari 1804, var en fransk vicomte och politiker. Han var son till Philippe de Noailles.
Noailles deltog med Gilbert Motier de LaFayette i nordamerikanska frihetskriget, blev medlem av nationalförsamlingen i Frankrike 1789 och talade för privilegiernas avskaffande natten den 4 augusti och blev president för nationalförsamlingen 26 februari 1791. Han lämnade Frankrike 1792 och återvände till USA 1793. Under konsulatet gick Noailles åter i fransk tjänst och blev dödligt sårad i strid mot britterna på Haiti.